# Revelry
Revelry – trzeci (z czterech wydanych) singli z płyty Only by the Night zespołu Kings of Leon. Został udostępniony 3 marca 2009 roku. Do utworu został nakręcony teledysk.

## Lista utworów
1. "Revelry" - 3:21
2. "Pistol of Fire" (Mark Ronson Remix) - 3:17

## Lista przebojów
| Lista (2009)              | Najwyższa pozycja |
| ------------------------- | ----------------- |
| Australian Singles Chart  | 21                |
| New Zealand Singles Chart | 19                |
| UK Singles Chart          | 29                |